# Roger Noble Burnham
Roger Noble Burnham (Hingham, 10 de agosto de 1876-Los Ángeles, 14 de marzo de 1962) fue un escultor y profesor estadounidense. Es mejor recordado por crear The Trojan (1930), la mascota no oficial de la Universidad del Sur de California.

## Primeros años
Era el mayor de los cuatro hijos de Arthur Burnham y Katharine Bray. Su padre se graduó en 1870 en la Universidad de Harvard y desempeñaba como banquero en Boston. Creció en las afueras de Boston y asistió a la escuela Robert G. Shaw y a The Hale School for Boys.
Estudió arte y arquitectura en Harvard y se graduó en 1899. Estudió de forma privada con Caroline Hunt Rimmer, y abrió su propio estudio de escultura en Boston, especializándose en trabajos de retratos. Se mudó a Nueva York en 1903, para trabajar en el programa de escultura para la Exposición Universal de San Luis de 1904, bajo la dirección de Karl Bitter. Ayudó a George Brewster en veinte medallones de retratos en relieve para el exterior del Palacio de Bellas Artes de la Exposición, ahora Museo de Arte de San Luis.
Posteriormente se graduó de la Academia Estadounidense de Artes Dramáticas en Los Ángeles en 1907, e hizo una extensa gira en 1908 por el sur y el suroeste en una producción de The Rivals de Richard Brinsley Sheridan. Trabajó como actor en las primeras películas de Hollywood, y más tarde interpretó a Shakespeare en Los Ángeles.
Regresó a Boston y enseñó modelado en la Escuela de Graduados de Diseño de Harvard desde 1913 a 1917. Fue presidente de los Boy Scouts of America de Cambridge, Massachusetts, y se mudó a Hawái en junio de 1917, para establecer tropas el entonces territorio estadounidense. Enseñó en el Otis Art Institute de Los Ángeles de 1926 a 1932.

## Carrera

### The Trojan

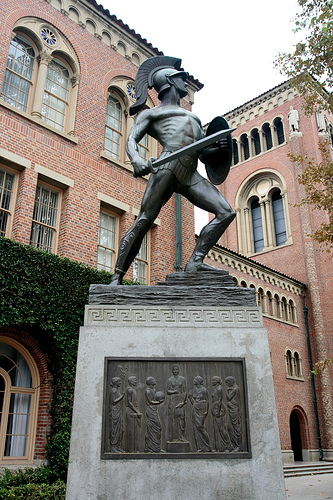
The Trojan (1930), Universidad del Sur de California, Los Ángeles.

El Trojan (1930), oficialmente llamado Trojan Shrine, pero cariñosamente llamado "Tommy Trojan", es un monumento en el campus de la Universidad del Sur de California. Los equipos atléticos de la universidad son los Southern California Trojans.
El monumento consta de un guerrero de bronce de tamaño natural, que lleva un cinturón de campeón y una falda plisada, un casco con plumas estilo mohicano, espinilleras y sandalias. Empuña la espada del conocimiento en una mano y sostiene el escudo del coraje en la otra. La figura se alza sobre un pedestal de hormigón, con inscripciones, paneles en relieve de bronce y un borde en clave griega. El frente de la base presenta el sello de bronce de la universidad, con "The Trojan" inscrito encima y palabras que enumeran los rasgos de un troyano ideal inscritas debajo: "Fiel", "Erudito", "Hábil", "Valiente, " "Ambicioso". El lado izquierdo de la base presenta un panel en relieve de bronce que representa el atletismo. El lado derecho de la base presenta un panel en relieve de bronce que representa la erudición. La parte trasera de la base presenta una antorcha encendida incisa y una placa de bronce con una cita tanto en latín como en inglés.
Los modelos principales de Burnham para la figura fueron los jugadores de fútbol americano de la USC, Russ Saunders (cabeza y mitad superior) y Erny Pinckert (mitad inferior).

### Monumentos militares
Radicaba en Honolulu en abril de 1918, cuando Estados Unidos entró en la Primera Guerra Mundial y se unió a la Guardia Nacional de Hawái. Poco después del armisticio, diseñó un monumento a los caídos de la guerra para la entrada del parque Kapiolani. "Consta de tres figuras, la central que tipifica la libertad, mientras que debajo hay un guerrero hawaiano y una doncella hawaiana. El guerrero ofrece su lanza mientras la doncella extiende con las manos extendidas un lei". En lugar de un monumento formal con escultura, se construyó el Waikiki Natatorium War Memorial (1927) en Waikiki Beach.
Se le encargó la creación de una estatua de Frank Luke, Jr. (1930), para los terrenos del Capitolio del Estado de Arizona en Phoenix. El segundo teniente Luke, un as del ejército estadounidense que murió en la Primera Guerra Mundial, recibió póstumamente la Medalla de Honor. Una placa de bronce en la parte trasera de la base del monumento enumera los nombres de los otros 318 nativos de Arizona que fallecieron en la guerra. El monumento fue dedicado el Día del Armisticio de 1930. La Base de la Fuerza Aérea Luke, en Glendale recibió su nombre en honor al piloto en 1941.
Se despidió de Harvard para servir en la Reserva Naval de Massachusetts durante la Guerra hispano-estadounidense. Más de cincuenta años después, creó The Spirit of '98 (1950), el Monumento a los Veteranos Unidos de la Guerra Española para el Hogar de Veteranos Sawtelle en Los Ángeles. Presentaba una base de hormigón alta y escalonada, con figuras de mármol de un soldado y un marinero flanqueando una figura de una diosa encapuchada que sostenía una antorcha. Dichas estatuas de mármol de fueron derribadas en un terremoto de 1971. El monumento fue restaurado con réplicas de fibra de vidrio de las estatuas por el escultor David Wilkins, y trasladado al Cementerio Nacional de Los Ángeles.
Él creó una estatua de bronce del general Douglas MacArthur de 8 pies (2,4 m) de altura para el Monumento MacArthur (1955), en el Parque MacArthur de Los Ángeles.

### Otros trabajos

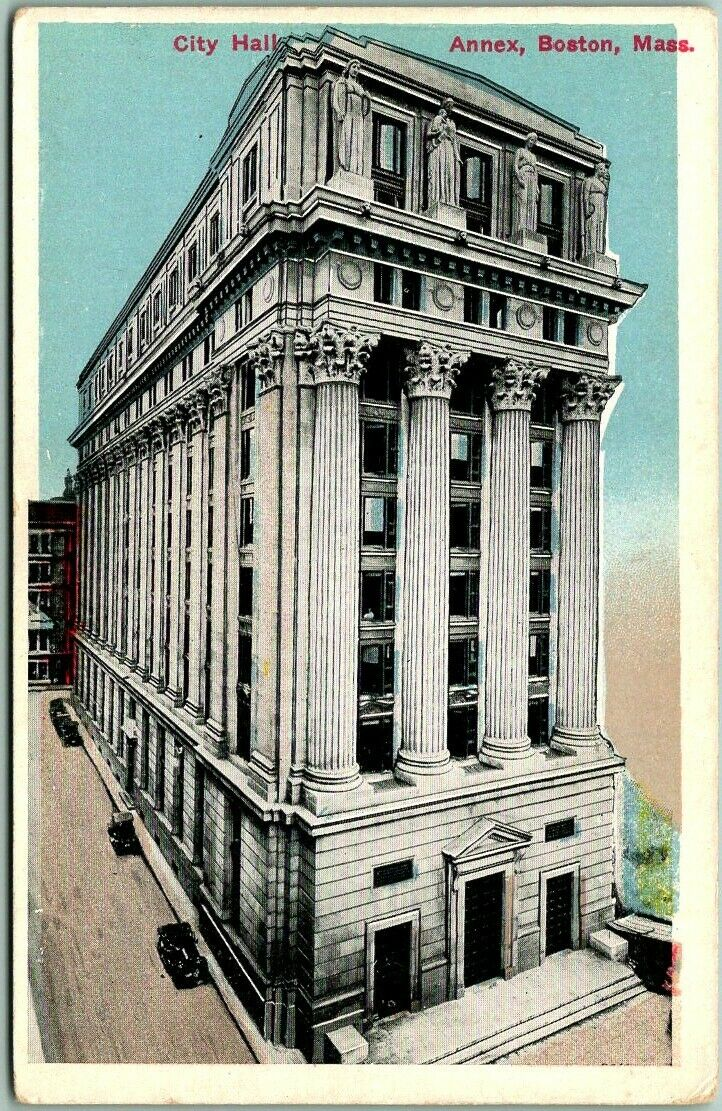
Anexo del Ayuntamiento de Boston, c. 1915. Las estatuas fueron destruidas en 1947.

El arquitecto Edward T. P. Graham diseñó el anexo del Ayuntamiento de Boston de 10 pisos (1912-1914), y Burnham recibió el encargo de modelar cuatro figuras colosales para la cornisa del noveno piso. Las cuatro figuras de diosas fueron fundidas en hormigón y huecas (para reducir su peso). Aun así, cada figura pesaba aproximadamente 8 toneladas (7,26 toneladas métricas) y necesitaba ser izada más de 100 pies (30 m) hasta la cornisa. Las figuras de Burnham fueron consideradas inseguras y destruidas en el proceso de retirada de la fachada, en 1947.
Tras la muerte prematura en 1926 de la estrella del cine mudo Rodolfo Valentino, el Ayuntamiento de Los Ángeles se opuso inicialmente a la creación de un monumento público en su honor. La ciudad finalmente cedió y aprobó la construcción de una fuente conmemorativa en el parque De Longpre de Hollywood. La escultura de la fuente de Burnham era un desnudo masculino Art Déco, Aspiration. Hecha de bronce y cubierta con pan de oro, la figura estilizada miraba hacia el cielo mientras estaba de pie sobre un globo de mármol negro. Su base cúbica de mármol negro presentaba una inscripción: "Erigido en memoria de / Rodolfo Valentino / 1895 - 1926 / Presentado por sus amigos y / admiradores de todos los ámbitos de la vida y en todas partes del mundo / en agradecimiento a la felicidad / aportado a ellos por sus representaciones cinematográficas". La fuente fue dedicada el 6 de mayo de 1930, en lo que habría sido el 35 cumpleaños de Valentino.

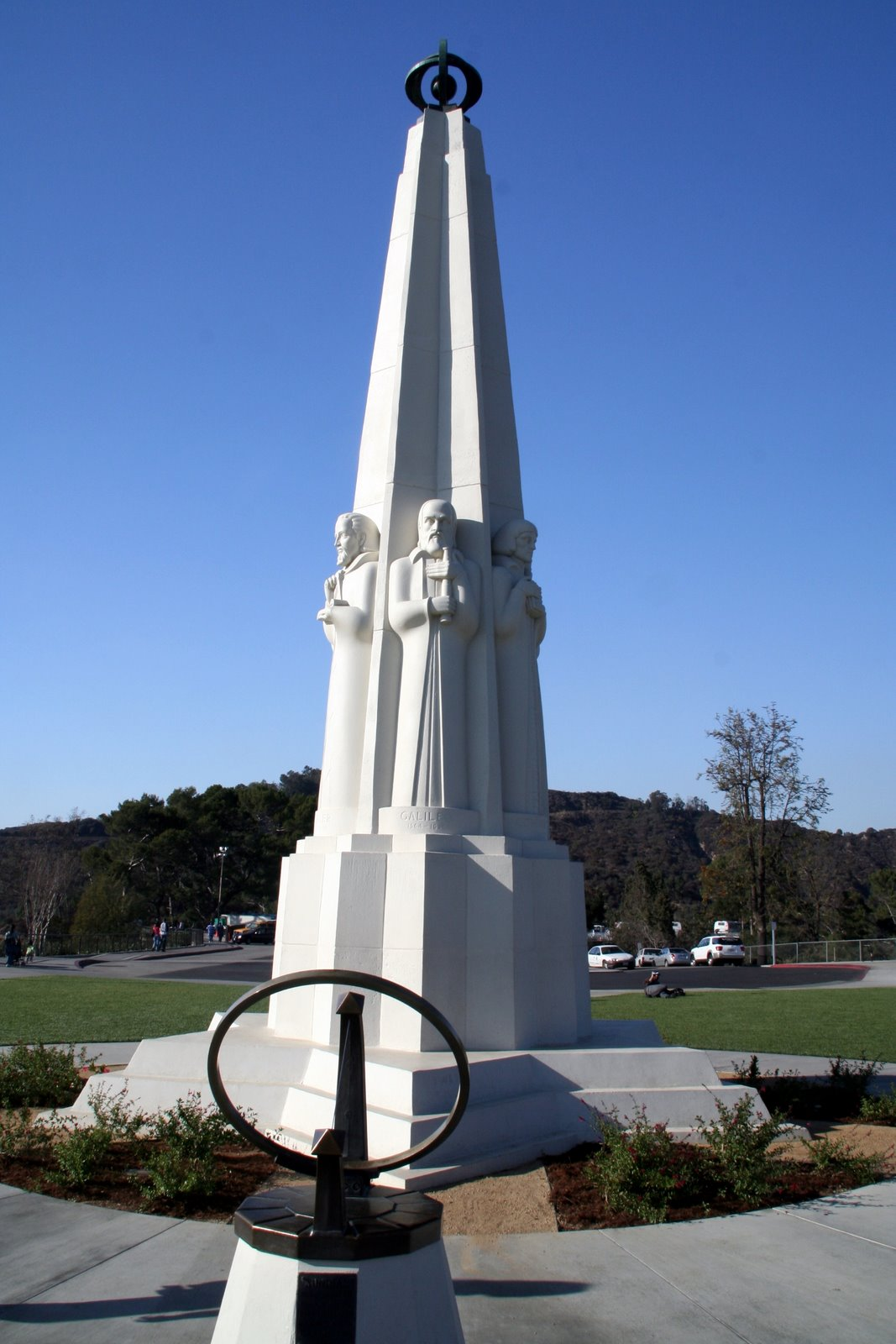
Monumento a los astrónomos (1934), Observatorio Griffith, Los Ángeles.

El Monumento a los Astrónomos (1934), en el Observatorio Griffith de Los Ángeles, fue construido por el Proyecto de Obras Públicas de Arte del New Deal. Diseñado por el escultor Archibald Garner, es un obelisco hexagonal de hormigón, coronado por una esfera armilar de bronce. Sobre su base en forma de estrella hay seis huecos en forma de V, en cada uno de los cuales se encuentra una estatua Art Déco de hormigón fundido de un astrónomo de la historia. Las medidas son de aproximadamente 9 pies (2,7 m) de altura, y cada uno fue modelado por un escultor diferente. Burnham creó la figura de John Herschel. El monumento fue dedicado el 25 de noviembre de 1934.
Will Rogers, un vaquero de Oklahoma que se convirtió en un humorista y estrella de cine de renombre nacional, falleció en un accidente aéreo el 15 de agosto de 1935. Bajo contrato con 20th Century Fox, el estudio decidió nombrar su nuevo escenario de sonido en honor a Rogers y encargó a Burnham la creación de una placa conmemorativa. La dedicación fue el 23 de noviembre de 1935, y la placa de bronce con el retrato fue descubierta por Shirley Temple, de 7 años, la coprotagonista prevista de Rogers para su próxima película.
Creó varias medallas para Medallic Art Company en Nueva York, y Roxor Studios en Chicago produjo en masa figuras de sus esculturas. Una de las primeras figuras fue Speed Demon (1919), que presentaba un orificio roscado para montarlo como adorno en el capó de un automóvil. The Spirit of Rotary (1920) se comercializó entre los miembros de Rotary International, y Dedication to Service (1921) entre los miembros de Kiwanas International. Una de sus figuras más vendidas fue The Trojan (1930), comercializada entre exalumnos de la USC.
A los 78 años, trabajó en una exposición científica para Disneyland. La pieza central del Salón de Química de Monsanto fue el Chemitron (1955): un anillo gigante de ocho tubos de ensayo de plástico transparente, cada uno de aproximadamente 8 pies (2,4 m) de altura, que giraban individualmente a medida que giraba todo el anillo. Modeló figuras antropomorfas que representan los ocho ingredientes utilizados para fabricar plásticos: aire, carbón, piedra caliza, aceite, fosfato, sal, azufre y agua. Sus figuras estaban hechas de plástico teñido de colores y una estaba montada encima de cada tubo de ensayo giratorio.

## Vida personal

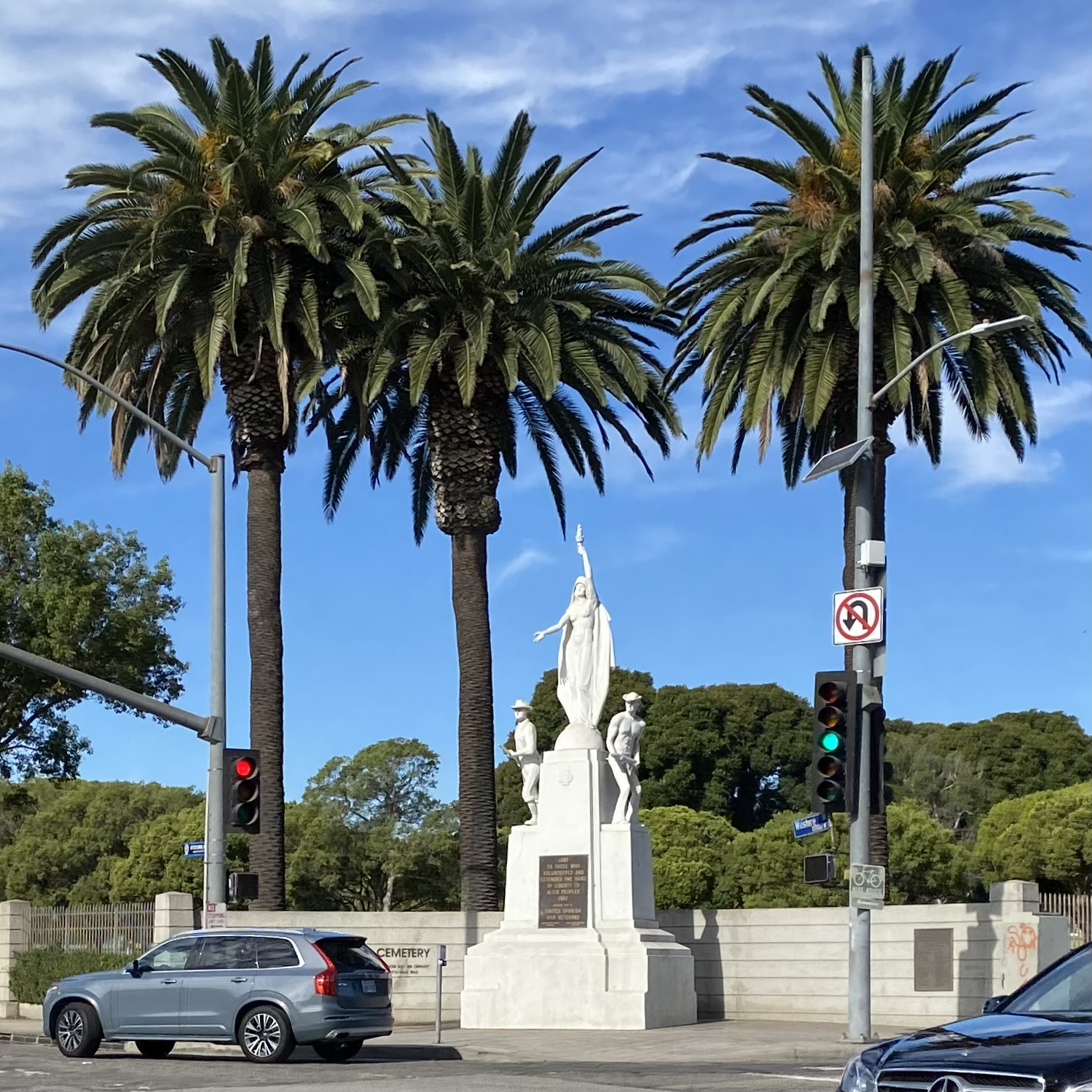
Monumento a los Veteranos de la Guerra Española, Cementerio Nacional de Los Ángeles

Se casó con la escritora Eleanor Howard Waring (1868-1959), el 18 de junio de 1909. Su viaje de luna de miel en un globo aerostático apareció en la portada del New York Times.
Él y su esposa se mudaron a Hawái en junio de 1917. Fundó un grupo de teatro amateur en Honolulu, los "Lanai Players", y dirigió las producciones. La pareja dejó Hawái en 1922 y se radicó en Berkeley, California durante un par de años, antes de establecerse en Los Ángeles. Burnham encontró inspiradora la vista desde Parque Griffith y construyó un estudio "en un pequeño callejón sin salida, encaramado casi en los terrenos del observatorio".
Era un hombre religioso y, en 1951, "esbozó un plan ante los líderes religiosos de su ciudad en el que proponía colocar una estatua de 150 pies de Jesús sonriente sobre una montaña que se elevaba sobre Hollywood".
Eleanor y Roger Burnham estuvieron casados durante 50 años, hasta su deceso en 1959. Falleció tres años después, en Los Ángeles, tras una larga enfermedad. Ambos fueron incinerados y sus cenizas se encuentran en el cementerio de Forest Hills en el barrio de Jamaica Plain en Boston, Massachusetts.

## Honores, exposiciones y premios
Fue miembro del Boston Architectural Club, la Sociedad Numismática Estadounidense, la Sociedad de Arte de Honolulu, el Club de Pintores y Escultores de Los Ángeles, y el Club Rotario de Los Ángeles.
Expuso en la Espoizione Internazionale d'arte de 1911 en Roma. La Galería Copley de Boston organizó una exposición individual de su escultura a principios de 1913. Expuso en el Salón de 1913 de la Société des Artistes Français en París, y en la Exposición Universal de Gante de 1913 en Bruselas. El Instituto de Arte John Herron en Indianápolis organizó una exposición individual de su escultura en 1914, y expuso en la Exposición Internacional Panamá-Pacífico de 1915 en San Francisco. Expuso el busto de su esposa y una colección de medallas en la exposición de 1914 en la Academia de Bellas Artes de Pensilvania, en Filadelfia; y sus paneles de puertas para Forsyth Dental Infirmary en la exposición de PAFA de 1917. Su obra formó parte del concurso de escultura de los Juegos Olímpicos de 1932 en Los Ángeles.
Creó la medalla del Premio Henry O. Avery de Escultura (1904) para la Liga de Arquitectura de Nueva York, y se convirtió en el primer destinatario de esa medalla. Ganó el concurso nacional de 1912 para diseñar la medalla de beca de la Universidad de California. Creó el Sello para la Exposición del Suroeste del Pacífico de 1928 en Long Beach, California, y recibió un Diploma de Honor en la exposición. Su retrato en busto del poeta Alfred Noyes recibió el primer premio en la exposición anual de 1944 del Museo de Arte del Condado de Los Ángeles.

## Galería

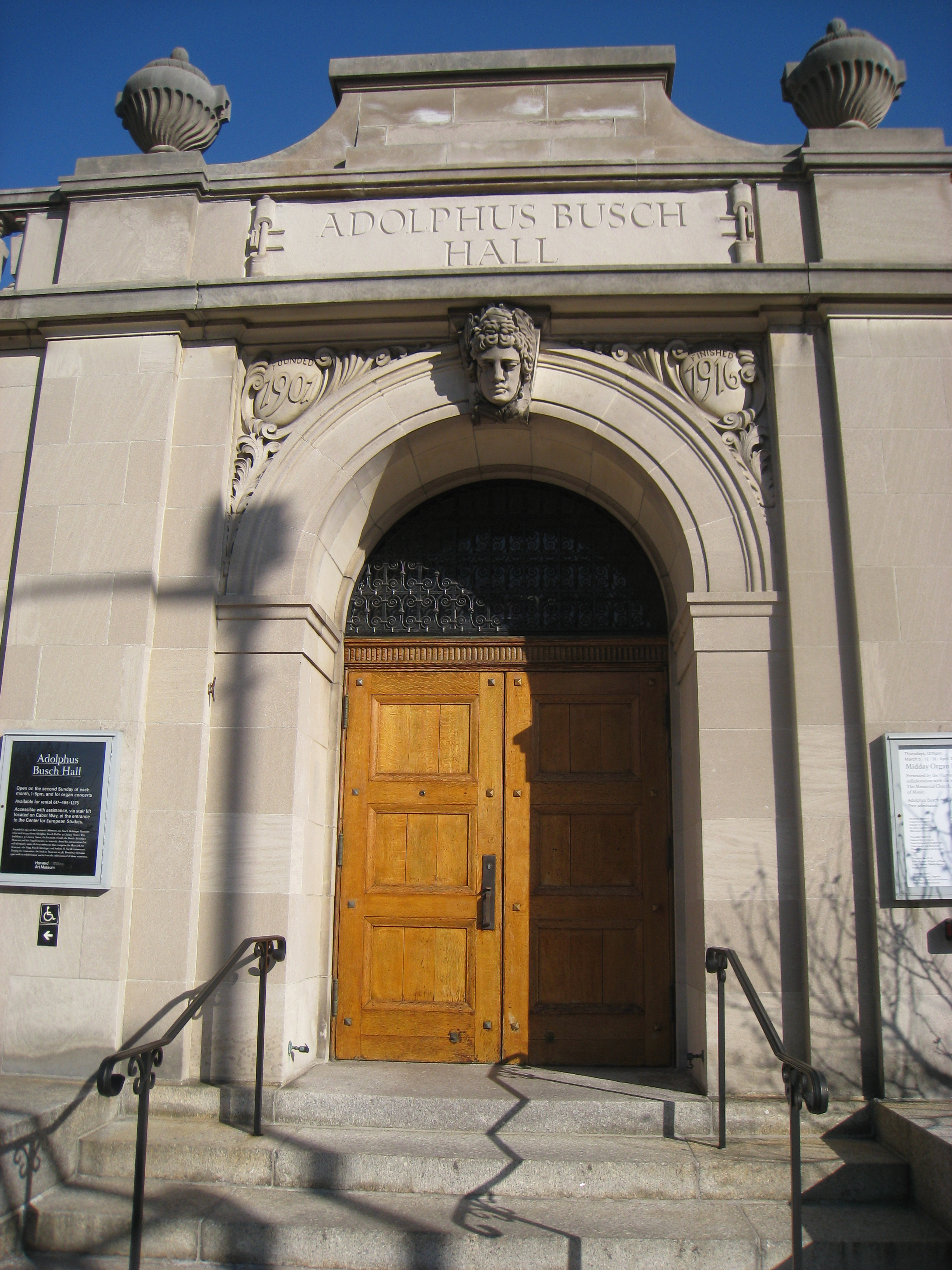
Cabeza de Atenea (c.1916), Augustus Busch Hall, Cambridge, Massachusetts
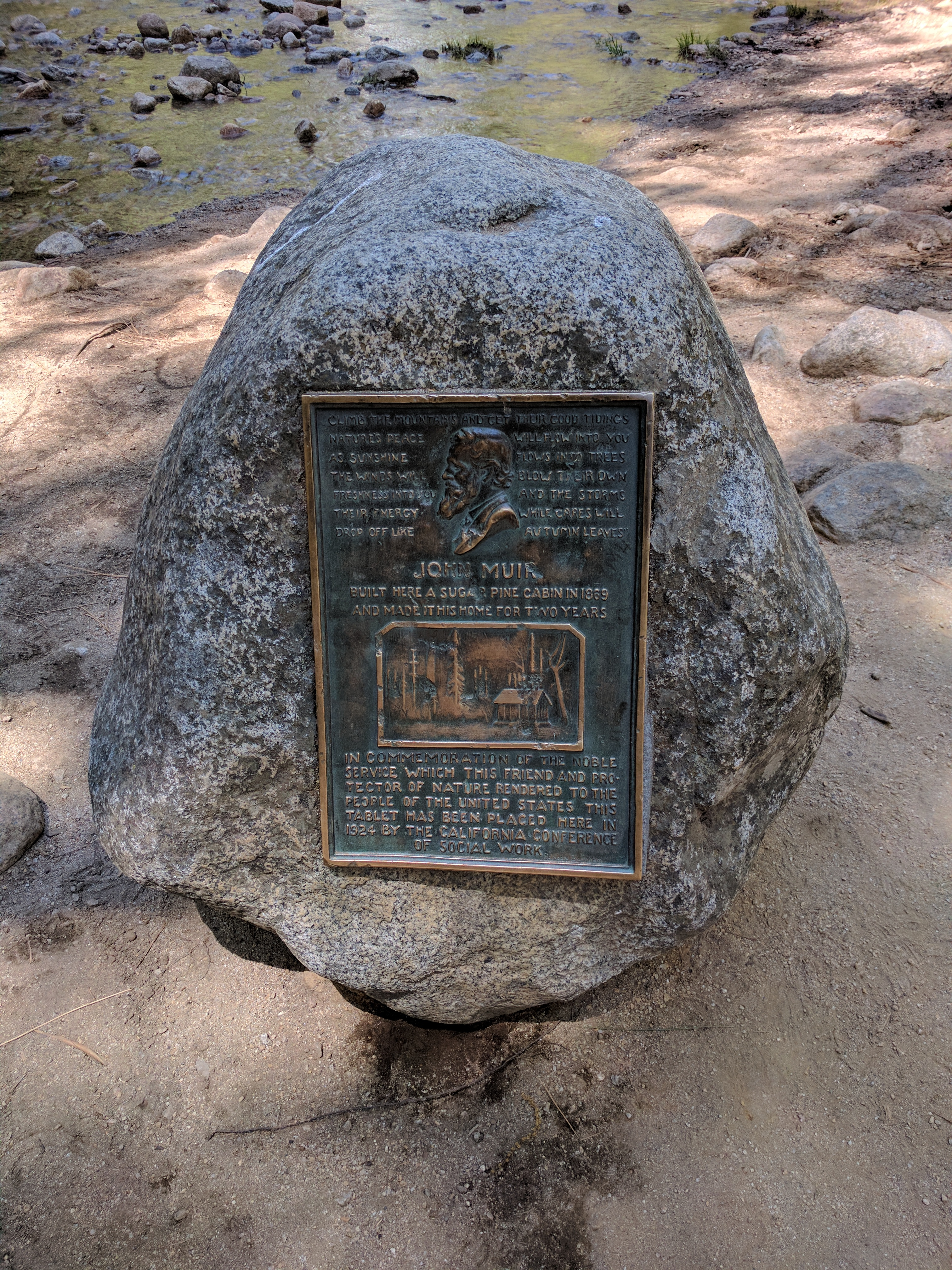
Placa conmemorativa de John Muir (1924), Parque Nacional Yosemite
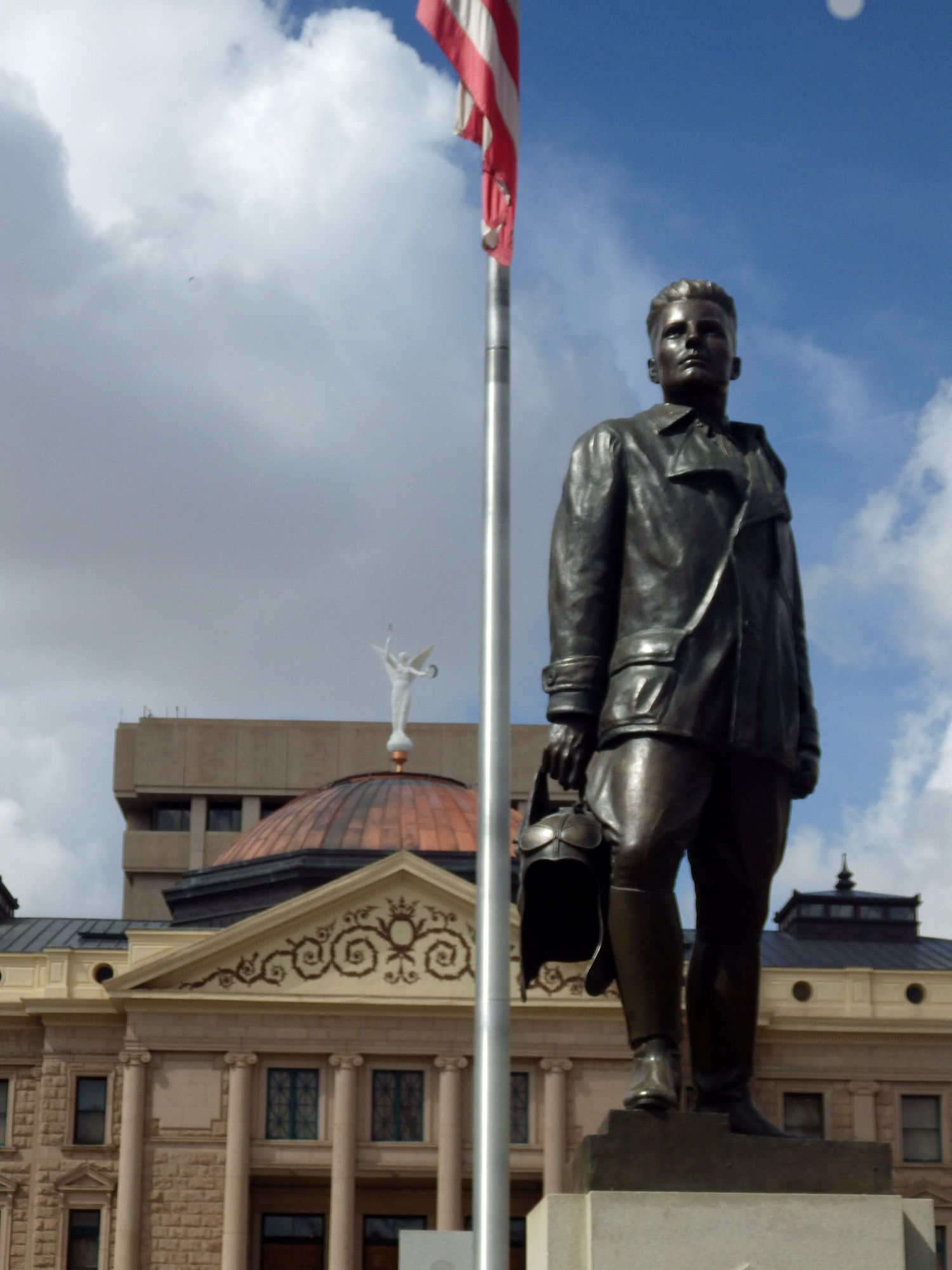
Frank Lucas Jr. (1930), Capitolio del estado de Arizona, Phoenix
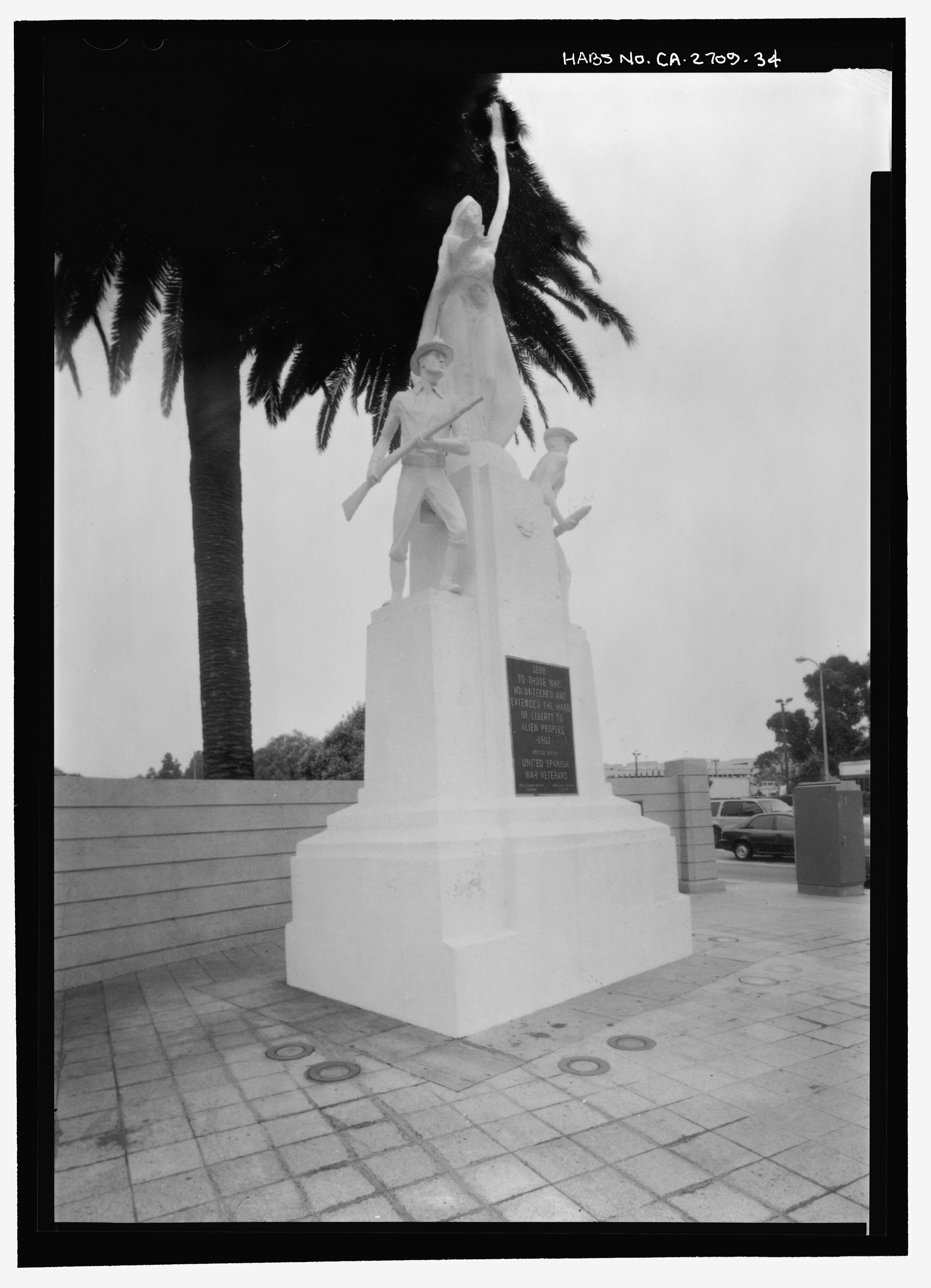
Monumento a los Veteranos Unidos de la Guerra Española (1950, 1973), Cementerio Nacional de Los Ángeles